# Saison 2 des Enquêtes de Murdoch
Chronologie
Saison 1 Saison 3
La deuxième saison des Enquêtes de Murdoch est constituée de treize épisodes.

## Synopsis
Un tueur en série sévit dans les rues de Toronto. Le détective William Murdoch et Julia Ogden se chargent de l'affaire. Ils se retrouvent également face à des cas mystérieux tels qu'un cadavre trouvé entre les dents d'un dinosaure, une banque cambriolée pendant un spectacle d'illusionisme et le meurtre d'un professeur d'université en pleine lumière.

## Distribution

### Acteurs principaux
- Yannick Bisson (VF : Jean-Philippe Puymartin) : Détective William Murdoch
- Thomas Craig (VF : Patrice Dozier) : Inspecteur Thomas Brackenreid
- Jonny Harris (VF : Luc Arden) : Agent George Crabtree
- Hélène Joy (VF : Dominique Westberg) : Dre Julia Ogden
- Lachlan Murdoch (VF : Philippe Bozo) : Agent Henry Higgins

### Acteurs récurrents
- Arwen Humphreys (VF : Marie-Laure Dougnac) : Margaret Brackenreid (2 épisodes)
- Paul Amos (en) (VF : Stéphane Pouplard) : Dr Roberts (2 épisodes)
- Sarah Allen (en) (VF : Laurence Dourlens) : Enid Jones (5 épisodes)
- Dakota Goyo : Alwyn Jones (3 épisodes)

### Invités
- Peter Keleghan (VF : Lionel Henry (acteur)) : Terrence Meyers
- Michael Seater (VF : Franck Lorrain) : James Gillies
- Sarah Gadon (VF : Ariane Aggiage) : Ruby Ogden
- Dylan Neal : Sergent Jasper Linney
- Dixie Seatle (en) : Miss Kitchen
- Stephen McHattie : Harry Murdoch
- Nicholas Campbell : Buffalo Bill
- Sarah Strange : Annie Oakley
- Joe Dinicol : Harry Houdini

## Liste des épisodes
1. La loi du Far West
2. L'éventreur de Toronto
3. Dans la gueule du dinosaure
4. Le roi de l'évasion
5. La fée verte
6. Histoires de femmes
7. Le crime est une science
8. L'arme absolue
9. Crabtree mène l'enquête
10. Murdoch.com
11. Meurtre à la synagogue
12. Le mystère du loup-garou
13. Murdoch, père et fils

### Épisode 1:La loi du Far West
- Canada : 10 février 2009 sur Citytv

- Maurice Dean Wint : John Warton
- Ben Lewis : Teddy Jones Jr.
- Bill Yak : Jaws McRawlins
- Michael Copeman : Lightning Wilcox
- Clinton Walker : Annonceur
- Simon Northwood : Teddy Jones Sr.
- John Paul Ruttan : Jeune Thedore Jr.

### Épisode 2:L'éventreur de Toronto
- Canada : 10 février 2009 sur Citytv

- Alastair Mackenzie : Inspecteur Edward Scanlon
- Molly Shanahan : Alberta Moffat
- Wendy Lyon : Melva Moffat
- Conrad Dunn : Professeur Otranto
- Paul Haddad : Morris Bailey
- Katie Bergin : Olive Ross
- Dominique Bisson : Gloria Abercrombie

### Épisode 3:Dans la gueule du dinosaure
- Canada : 17 février 2009 sur Citytv

- Geordie Johnson : Barclay Blake
- Matt Gordon : Rudolph Sutton
- Kerry McPherson : Mary Ann McConnell
- Sean Kaufmann : Lukas DeWitt
- Tyler Kyte : Clyde Dunbar
- London Angelis : Fils de Murdoch

### Épisode 4:Le roi de l'évasion
- Canada : 24 février 2009 sur Citytv

- Joris Jarsky : Leopold Romanow
- Matt Baram : Edward Simms
- Pamela Johnson : Secrétaire
- Kit Lang : Fred / Passant
- David Ben : Consultant (non-crédité)

### Épisode 5:La fée verte
- Canada : 3 mars 2009 sur Citytv

- Tom McCamus : Juge Mitchell Wilson
- Krista Bridges : Madame Ettie Weston
- Matthew Edison : Paul Wilson
- Michael McMurtry : Arthur Webster
- Jonathan Potts : Levi Beecher
- Jim Chad : Patron du bordel (non-crédité)
- Cheryl Maendel : Prostituée (non-créditée)
- Pamela Mars : Prostituée (non-créditée)

### Épisode 6:Histoires de femmes
- Canada : 10 mars 2009 sur Citytv

- Mary Walsh : Sally Smoot
- Anthony Lemke : Henry Bixby
- Steven McCarthy : Dr. Isaac Tash
- Ian D. Clark : Dr. Ralph Fitch
- Vickie Papavs : Bertha Dunn
- Alex Paxton-Beesley : Lillie Dunn
- Rebecca Williams : Miss Binscarth

### Épisode 7:Le crime est une science
- Canada : 17 mars 2009 sur Citytv

- Marc Bendavid : Robert Perry
- Ted Atherton : Professeur Albert Godfrey
- Paula Boudreau : Emily Richardson
- Elizabeth Saunders : Gracie Saunders
- Laura McLean : Harriet Burchill
- Paul O'Sullivan : Homme avec charrette
- Craig McDermott : Étudiant #1
- Tim Daugulis : Étudiant #2
- Michael C. Newsome : Professeur Samuel Bennett (non-crédité)

### Épisode 8:L'arme absolue
- Canada : 24 mars 2009 sur Citytv

- Kristen Holden-Ried : Prussien Kaspar Bomgaarts
- Laurie Murdoch : Martin Hammerton
- Keith Kemps : Ezra Delamore
- Gloria Slade : Mme. Eason
- Allan Redford : Big Littleman
- Bobby Prochaska : Homme aveugle
- Jamie Ferenczi : Témoin sur les lieux du crime (non-crédité)

### Épisode 9:Crabtree mène l'enquête
- Canada : 31 mars 2009 sur Citytv

- Martha Burns : Mme. Burgess
- Peter Cockett : Hugo Brighouse
- Brian Frank : Joel Harris
- Anthony Bekenn : Travis Struthers
- Julie Lemieux : Perroquet (voix)

### Épisode 10:Murdoch.com
- Canada : 6 mai 2009 sur Citytv

- Ingrid Kavelaars : Beth Tipton
- Tim Campbell : Gabriel Ryder
- Emberly Doherty : Femme #1
- Kesta Graham : Femme #2
- Doug Hicton : Kingsley Adams (non-crédité)

### Épisode 11:Meurtre à la synagogue
- Canada : 13 mai 2009 sur Citytv

- Albert Schultz : Isaac Begelman
- Kristopher Turner : Sam Fineman
- Sam Malkin : Rabbi Dinitz
- Derek Moran : Nathan Siebold
- Bethany Jillard : Devra Begleman
- Jonathan Lloyd Walker : Simon Goldberg
- Michael Bodnar : Jerzy Piezlowski

### Épisode 12:Le mystère du loup-garou
- Canada : 20 mai 2009 sur Citytv

- Nathaniel Arcand : Jimmy McLeod
- Jeff Douglas : Reginald Poundsett
- Paul Essiembre : Jacob Summers
- Hamish McEwan : Frank Jenson
- Christine Brubaker : Mme. Hardy
- Duane Murray : Merrill Hardy
- Alec Stockwell : Vieux Dave
- Sid Willie Bobb : Billy

### Épisode 13:Murdoch, père et fils
- Canada : 27 mai 2009 sur Citytv

- Danny Cunningham : Eldon Fremont
- Jeff Douglas : Reginald Poundsett
- Sean Gregory Sullivan : Oscar Vanderlay
- Catherine Hayos : Femme
- Michael Kash : Al Accidentel
- Sean Sullivan : Homme (non-crédité)